# Gabriel Batllevell i Tort
Gabriel Batllevell i Tort (Molins de Rei, 24 de desembre de 1825 - Sabadell, 19 d'agost de 1910) va ser un mestre d'obres català, pare de l'arquitecte modernista Juli Batllevell.
Va contribuir a la urbanització de bona part de la ciutat de Sabadell durant la segona meitat del segle xix. Entre les obres en què intervingué cal destacar el col·legi de l'Escola Pia de Sabadell (actual Ajuntament de Sabadell), l'antiga estació de tren de Sabadell, el Casal Pere Quart i el Marquet de les Roques, a la vall d'Horta de Sant Llorenç Savall.

## Biografia
Fill de Joan Pere Batllevell i Isabel Tort, es va casar amb Dolors Arús i Viver (natural del Papiol) i van tenir cinc fills: Isabel, Lluís –nascuts a Molins de Rei–, Joan, Juli i Enric –nascuts a Sabadell–. Es va establir a Sabadell el 1860, i hi fixà la residència el 1863, en una casa construïda per ell mateix al carrer de Gràcia, 127.

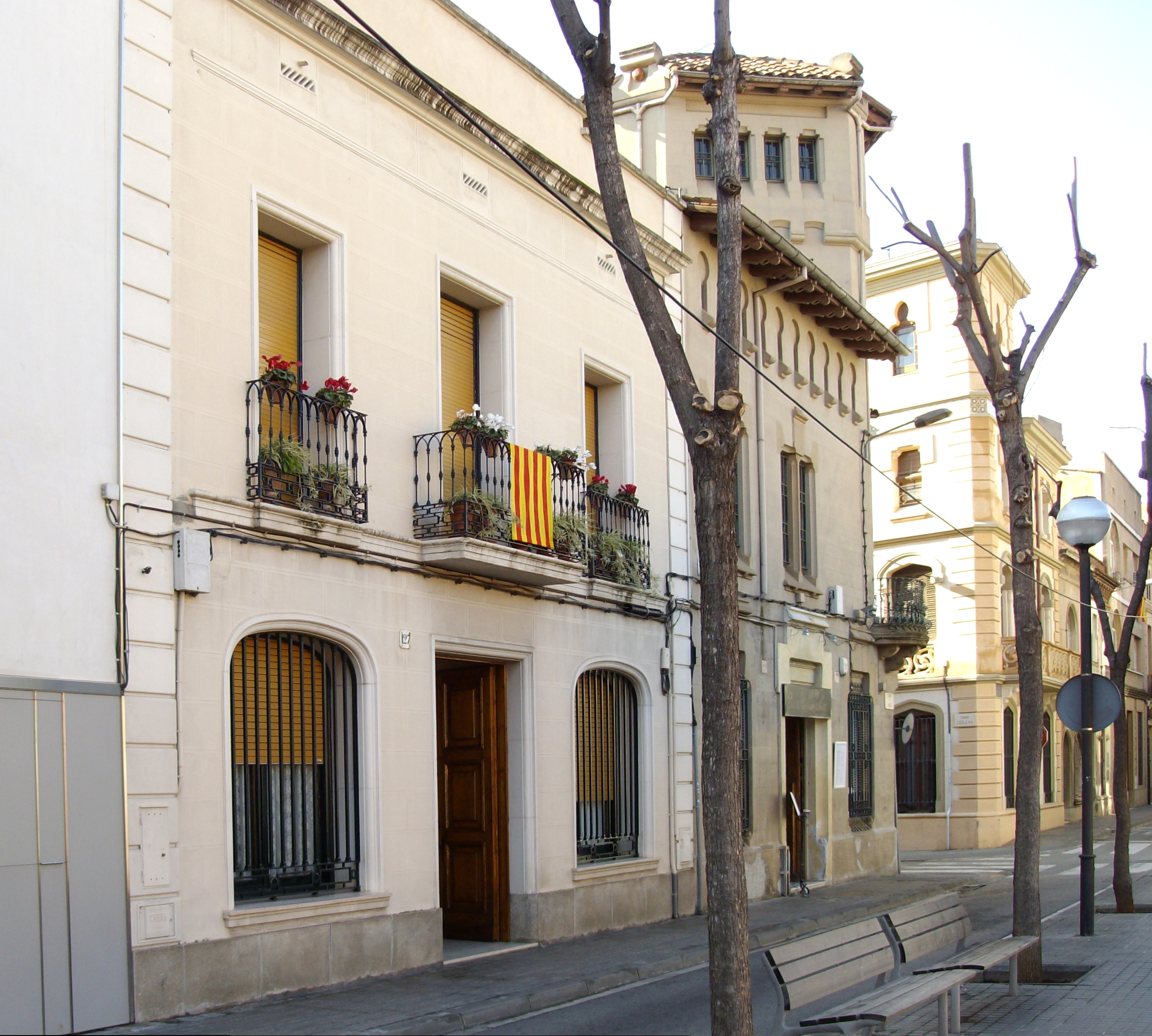
Casa familiar del carrer de Gràcia (Sabadell)

Des que es va fundar el 1849, va formar part de l'Escola de Mestres d'Obres de Barcelona, de la qual fou degà. El 16 d'octubre de 1854 va obtenir a Madrid el títol de director de camins veïnals.
Va exercir durant molt anys els càrrecs públics de director de camins veïnals i agrimensor, tasca aquesta darrera que li va proporcionar molts treballs. El 1869 el van nomenar mestre d'obres de l'Ajuntament de Sabadell i va arribar a ser cap del cos de bombers de la ciutat.
Va exercir el càrrec de perit judicial als distrites de Sabadell i Terrassa, com també el de director tècnic de la Sociedad de Minas de Agua de Sabadell, i va portar a terme, mentre va ocupar aquest càrrec, moltes obres importants, com el pont de la Salut el 1864, juntament amb el també mestre d'obres local Josep Antoni Obradors.
Va col·laborar, juntament amb Obradors, en la realització del primer pla d'expansió i reforma de Sabadell, projectat el 1864 per l'aleshores arquitecte provincial, Francesc Daniel Molina. Fou un projecte de gran categoria urbanística que no es va poder dur a terme per l'oposició presentada pels propietaris, que hi havien de col·laborar amb l'aportació dels terrenys. Com que no hi havia prou mitjans per fer les expropiacions, el projecte no es va realitzar.
Gabriel Batllevell era un professional ben considerat i rebia molts encàrrecs de diferents tipus. Va projectar i construir moltes cases angleses, quadres tèxtils i casals, tant senyorials com austers, depenent del lloc.
Va ser l'autor d'algunes de les cases més luxoses de Sabadell. Una de les més ambicioses és l'anomenada popularment Voltes de l'Oliver (el Casal Pere Quart), un conjunt d'habitatges porticats projectats el 1862 i que inicialment havia d'abraçar tota l'illa de la Rambla, del qual al final només es va arribar a construir la part central, que corresponia a l'adreça del promotor, l'industrial Pere Oliver i Salt, besavi patern del poeta Joan Oliver, Pere Quart.

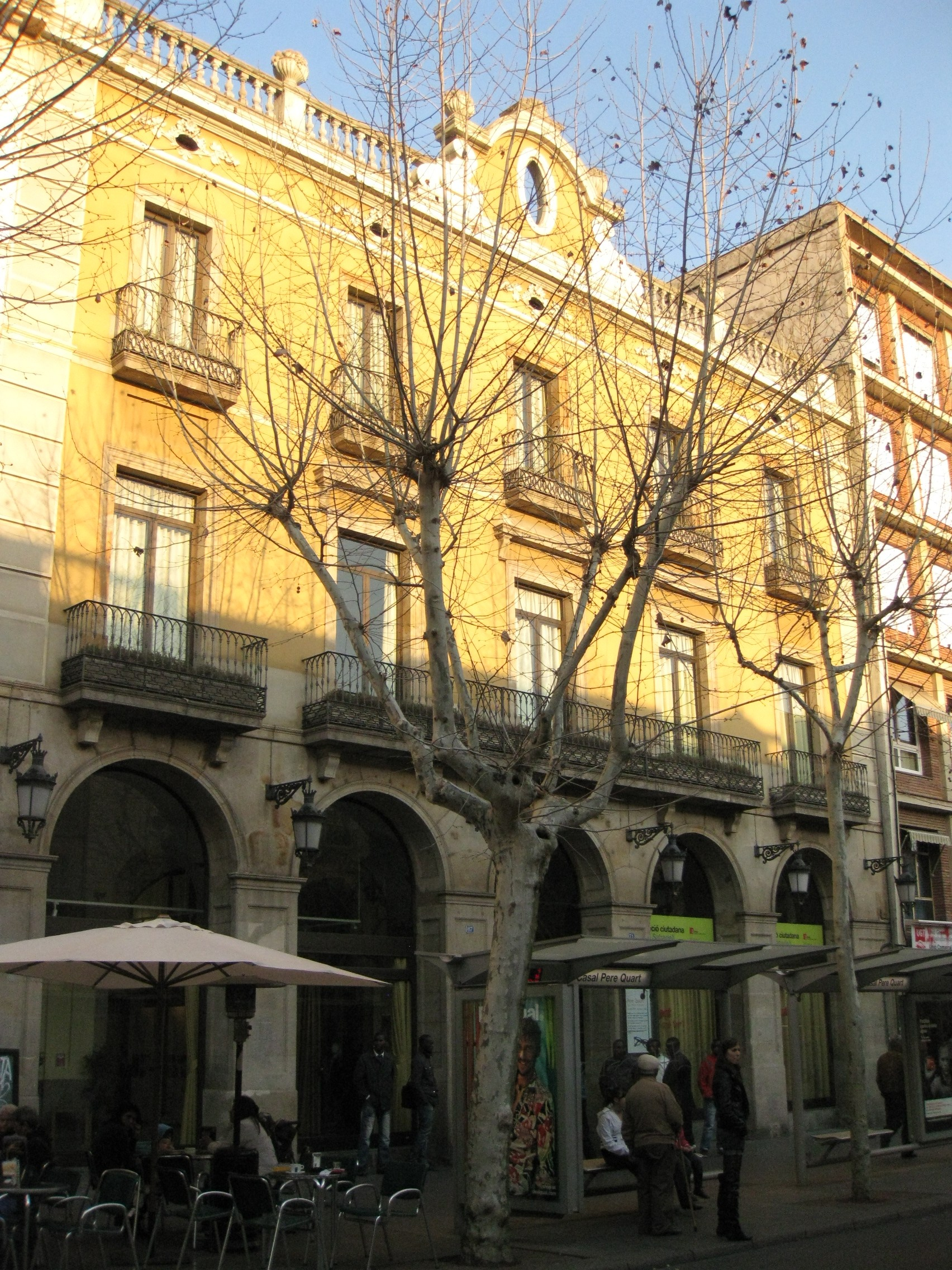
Casal Pere Quart (Sabadell)

L'altra gran casa projectada i dirigida per Batllevell va ser la de Joan Fontanet Pont (Casa Barata), al carrer de Sant Josep, 22. La casa es va convertir en un model arquitectònic dins del seu gènere, amb torrassa, galeria porticada, balustrades de terra cuita i decoracions del famós pintor Josep Espinalt. La casa es va enderrocar l'any 1976 per construir-hi una llar d'avis. Fontanet, que tenia un molí paperer (del qual encara se'n conserva una part), feia negocis immobiliaris amb Batllevell; juntament compraven terrenys per construir-hi habitatges i vendre'ls posteriorment.
Entre les seves obres també cal destacar la construcció, el 1871, del col·legi de l'Escola Pia, situat a la plaça de Sant Roc. El 1880 l'Ajuntament de Sabadell, presidit per l'alcalde Pau Montllor i Juncà, el va adquirir per 285.000 pessetes per convertir-lo en el nou Ajuntament. El 1888 es va reformar la façana principal i el 1900 el seu fill, Juli Batllevell, en va continuar la reforma i va construir la façana posterior.
També va construir, el 1889, l'estació de tren de Sabadell. Substituïa l'antiga estació, construïda el 1855 i que va representar l'arribada del ferrocarril a Sabadell. L'estació de Sabadell Centre la van soterrar el 1971 i avui l'antic edifici es fa servir com a terminal d'autobusos.
Entre les obres que va construir fora de Sabadell, destaca la reforma del Marquet de les Roques el 1895, antiga masia propietat de la família Oliver a la vall d'Horta, a Sant Llorenç Savall. En la reforma també hi va participar el seu fill, Juli Batllevell, actuació que va consistir en la reforma d'una petita masia per convertir-la en un "castell", repectant la casa original, reservada als masovers. L'edifici, d'estil premodernista, ja anunciava molts elements distintius d'aquest moviment.
Gabriel Batllevell es va morir als 84 anys a casa, al carrer de Gràcia de Sabadell. El 3 de novembre de 1914 l'Ajuntament de Sabadell, presidit per l'alcalde Feliu Griera i Dulcet, va acordar per unanimitat donar el nom de Batllevell a un carrer de la ciutat.